# Luis Miranda (homme politique)
Pour les articles homonymes, voir Luis Miranda.
Luis Miranda est un homme politique québécois, maire de la ville puis de l'arrondissement d'Anjou, au Québec, depuis 1997.

## Biographie
Quittant les Açores (Portugal) à l’âge de huit ans, Luis Miranda arrive au Québec en 1963. À son arrivée au Québec, il commence sa scolarité primaire à l’école St-Dominic School puis fait ses études secondaires à l’école Cardinal Newman High School. En 1974, il entreprend une carrière à titre de pompier, métier qu’il exercera pendant 25 ans.
En 1976, il s’installe à Anjou. D’emblée, il contribue activement à la vie communautaire angevine et participe notamment au bon fonctionnement de plusieurs associations à but non lucratives : l’Association du hockey mineur, le Club optimiste et l’Association récréative du Haut-Anjou.
De 1994 à 1997, il préside le comité des priorités de la ville d’Anjou et c’est en 1989 qu’il est élu pour la première fois conseiller municipal du district Lucie-Bruneau. Pour lui, la qualité du tissu social passe inévitablement par l’engagement de ses membres et en 1994, il est élu chef du parti de l’Alliance populaire Anjou puis devient maire d’Anjou en 1997. Dans le cadre de ses fonctions de maire, il est appelé à siéger à la Communauté urbaine de Montréal (CUM) et est membre de la Commission permanente de l’aménagement de la CUM. Il est maire de la municipalité d'Anjou de 1997 à 2001, date à laquelle sa ville se fusionne avec Montréal.
Il devient alors maire de l'arrondissement montréalais d'Anjou le 4 novembre 2001. Depuis, il occupe plusieurs fonctions administratives et siège toujours à différents comités et commissions.
En 2004, malgré un résultat référendaire favorable à la défusion, la ville d'Anjou demeure fusionnée à la ville de Montréal. Pour que le référendum municipal conduise à la reconstitution d'une municipalité, deux conditions devaient être remplies : les votes exprimés devaient représenter la majorité absolue des voix (50 % + 1 voix) et les votes en faveur de la reconstitution devaient représenter un minimum de 35 % des personnes habiles à voter.
Le deuxième critère n'étant pas rempli, malgré un résultat en faveur de la défusion dans le vote populaire, Anjou demeure un arrondissement de Montréal.
D'abord membre du parti Union Montréal, Miranda fonde l'Équipe Anjou en 2005. En 2008, il décide de retourner à Union Montréal. Après la dissolution d'Union Montréal en 2013, il recrée l'Équipe Anjou.
En août 2014, il demande un référendum sur la défusion de son arrondissement au nom des citoyens d'Anjou, que le gouvernement du Québec décline, prétextant qu'il ne reviendra pas sur une décision déjà prise.